# Foot-pound
Das foot-pound oder foot-pound force ist eine britische und US-amerikanische Einheit sowohl der Energie als auch des Drehmoments (dort pound-foot bzw. pound-force foot). Das Einheitenzeichen ist ft·lb oder ft·lbf, auch lb·ft oder lbf·ft.
Ein foot-pound entspricht genau 1,355 817 948 331 400 4 J (Joule) und entspricht der Energie, die aufgebracht werden muss, um einen Körper mit einer Masse von einem Pfund um einen Foot gegen seine Gewichtskraft anzuheben:
{\displaystyle {1\,\mathrm {ft} \cdot \mathrm {lb} =\mathrm {lb} \cdot g\cdot \mathrm {ft} =0{,}45359237\,\mathrm {kg} \cdot 9{,}81\,{\frac {\mathrm {m} }{\mathrm {s} ^{2}}}\cdot 0{,}3048\,\mathrm {m} =1{,}35581\dots \,\mathrm {kg} {\frac {\mathrm {m} ^{2}}{\mathrm {s} ^{2}}}=1{,}355\,817\,948\,331\,400\,4\,\mathrm {J} }}
550 Foot-pound in der Sekunde entsprechen einem Horsepower (etwa 745,7 Watt). 